# Simo (calciatore)
Simo, pseudonimo di Wassim Keddari Boulif (Terrassa, 3 febbraio 2005), è un calciatore spagnolo con cittadinanza algerina, difensore dell'Al-Arabi.

## Carriera

### Club
Nato a Terrassa da genitori algerini, è cresciuto nel settore giovanile dell'Espanyol, con cui il 3 luglio 2022 ha firmato il suo contratto professionistico, di durata quinquennale. Il 4 settembre successivo ha esordito in prima squadra, in occasione dell'incontro della Liga vinto per 0-1 contro l'Athletic Bilbao, subentrando al minuto 61' a Keidi Bare.

### Nazionale
Inizialmente ha rappresentato l'Algeria, giocando due incontri con la nazionale Under-18 nel 2021. In seguito ha optato per rappresentare il suo Paese natio, la Spagna, giocando nelle nazionali giovanili Under-17 ed 
Under-19. Nel luglio del 2024 partecipa all'Europeo Under-19 svolto a Irlanda del Nord vincendolo battendo in finale la Francia 2-0.

## Statistiche

### Presenze e reti nei club
Statistiche aggiornate al 19 febbraio 2023.
| Stagione        | Squadra         | Campionato      | Campionato | Campionato | Coppe nazionali | Coppe nazionali | Coppe nazionali | Coppe continentali | Coppe continentali | Coppe continentali | Altre coppe | Altre coppe | Altre coppe | Totale | Totale |
| Stagione        | Squadra         | Comp            | Pres       | Reti       | Comp            | Pres            | Reti            | Comp               | Pres               | Reti               | Comp        | Pres        | Reti        | Pres   | Reti   |
| --------------- | --------------- | --------------- | ---------- | ---------- | --------------- | --------------- | --------------- | ------------------ | ------------------ | ------------------ | ----------- | ----------- | ----------- | ------ | ------ |
| 2021-2022       | Espanyol B      | SDR             | 6          | 1          |                 | -               | -               |                    | -                  | -                  |             | -           | -           | 6      | 1      |
| 2022-2023       | Espanyol B      | SF              | 3          | 0          |                 | -               | -               |                    | -                  | -                  |             | -           | -           | 3      | 0      |
| 2022-2023       | Espanyol        | PD              | 5          | 0          | CR              | 2               | 0               |                    | -                  | -                  |             | -           | -           | 7      | 0      |
| Totale carriera | Totale carriera | Totale carriera | 14         | 1          |                 | 2               | 0               |                    | -                  | -                  |             | -           | -           | 16     | 1      |

## Palmarès

### Nazionale
- Campionato d'Europa Under-19: 1

Irlanda del Nord 2024